# Spondon (motorfiets)
Spondon is een historisch merk van motorfietsen, geproduceerd bij Spondon Engineering in Spondon, Derbyshire.  Deze Engelse fabriek werd in 1969 opgericht door Bob Stevenson en Stuart Tiller. Het bedrijf leverde frames voor diverse racers, maar ook voor de Silk en de Norton F1. Er werden af en toe complete motorfietsen gebouwd, maar de frames en voorvorken werden voornamelijk los verkocht.
De los verkochte frames worden nog steeds dankbaar gebruikt voor het bouwen van zogeheten streetfighters.